# Nederlands kampioenschap schaatsen allround vrouwen 1968
Het Nederlands kampioenschap voor vrouwen allround 1968 werd in het weekend van 16 en 17 december 1967 gehouden op de recent geopende kunstijsbaan Thialf in Heerenveen. Kampioene werd Stien Kaiser die de nationale allroundtitel als eerste vrouw voor de vierde keer veroverde.

## Eindklassement
| Rang   | Schaatsster       | Punten  | 500m      | 1500m       | 1000m       | 3000m         |
| ------ | ----------------- | ------- | --------- | ----------- | ----------- | ------------- |
| Goud   | Stien Kaiser      | 200.865 | 49,9 (2)  | 2.29,2 (1)  | 1.37,6 (1)  | 5.14,6 NR (1) |
| Zilver | Carry Geijssen    | 204.066 | 49,4 (1)  | 2.33,1 (2)  | 1.39,2 (2)  | 5.24,2 (3)    |
| Brons  | Ans Schut         | 206.083 | 50,9 (6)  | 2.34,5 (3)  | 1.41,0 (5)  | 5.19,1 (2)    |
| 4      | Wil Burgmeijer    | 206.584 | 50,4 (3)  | 2.35,6 (4)  | 1.40,3 (4)  | 5.25,0 (4)    |
| 5      | Elly van den Brom | 208.333 | 50,5 (4)  | 2.36,4 (5)  | 1.39,4 (3)  | 5.36,0 (7)    |
| 6      | Rieneke Demming   | 213.200 | 54,1 (16) | 2.37,2 (6)  | 1.43,9 (9)  | 5.28,5 (5)    |
| 7      | Jannie Goorman    | 214.667 | 52,3 (9)  | 2.43,5 (8)  | 1.43,5 (8)  | 5.36,7 (8)    |
| 8      | Bep Geijssen      | 215.367 | 53,1 (12) | 2.45,3 (9)  | 1.43,0 (6)  | 5.34,0 (6)    |
| 9      | Elly Vermeulen    | 216.134 | 52,9 (11) | 2.41,3 (7)  | 1.45,9 (13) | 5.39,1 (9)    |
| 10     | Rinske Zeinstra   | 217.784 | 50,7 (5)  | 2.45,5 (10) | 1.46,9 (15) | 5.50,8 (12)   |
| 11     | Ingrid Blaauw     | 219.367 | 52,1 (7)  | 2.46,5 (13) | 1.45,4 (11) | 5.54,4 (14)   |
| 12     | Boukje Spoor      | 219.400 | 52,2 (8)  | 2.45,9 (11) | 1.47,7 (16) | 5.48,3 (11)   |
| 13     | Akke Falkena      | 219.583 | 53,3 (14) | 2.47,5 (14) | 1.45,2 (10) | 5.47,1 (10)   |
| 14     | Nel Post          | 220.634 | 53,7 (15) | 2.48,8 (16) | 1.43,0 (6)  | 5.55,0 (15)   |
| 15     | Truus Veldhof     | 221.000 | 53,1 (12) | 2.47,7 (15) | 1.45,5 (12) | 5.55,5 (16)   |
| 16     | Tine Kroone       | 224.433 | 55,7 (17) | 2.46,5 (12) | 1.49,0 (17) | 5.52,4 (13)   |
| NC17   | Doetie Schilstra  | 161.966 | 52,6 (10) | 2.49,1 (17) | 1.46,0 (14) |               |
| NC18   | Marijke Boekema   | 170.200 | 57,2 (18) | 2.54,3 (18) | 1.49,8 (18) |               |

NC = niet gekwalificeerd voor de vierde afstand

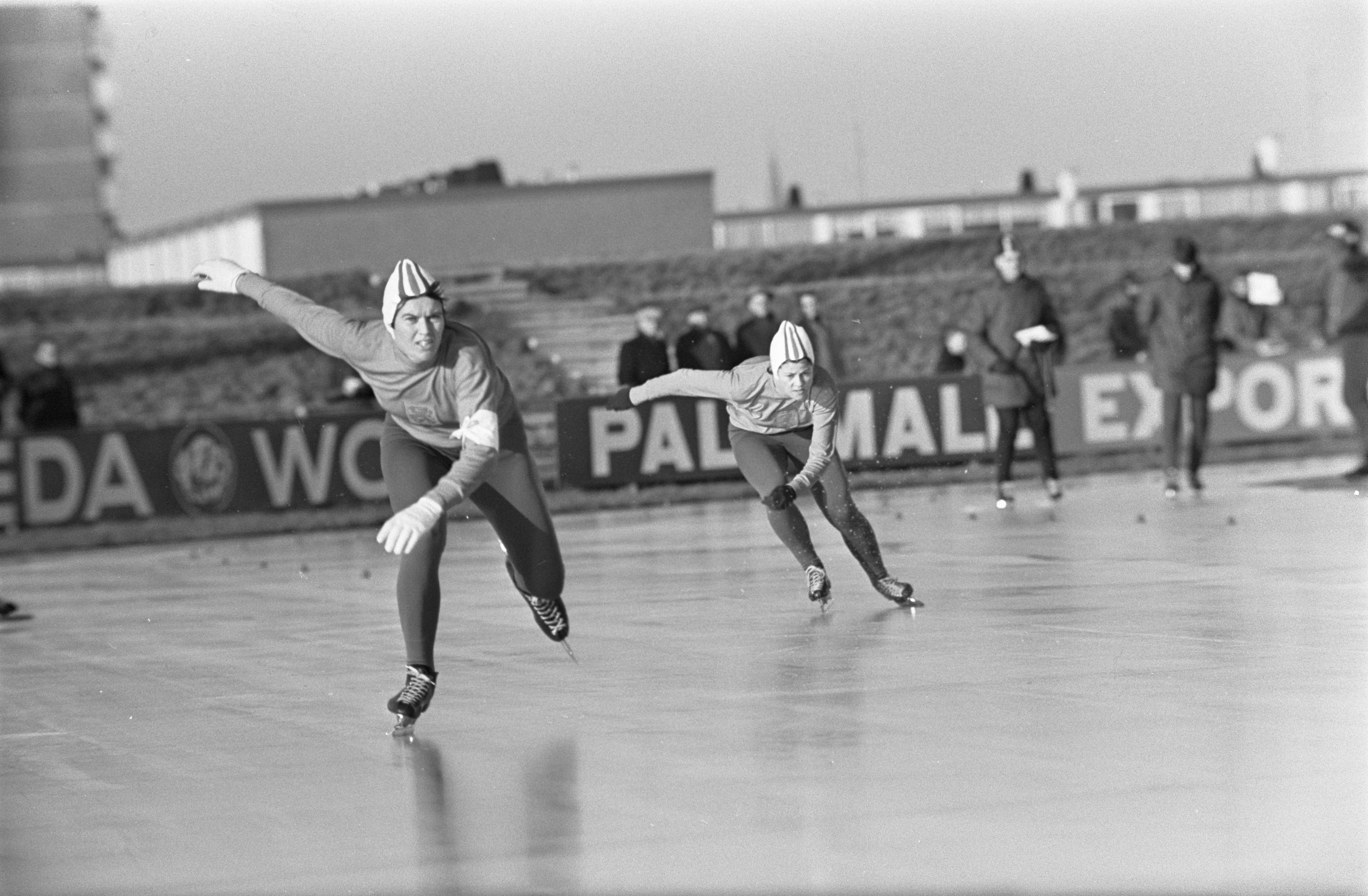
Winnares Stien Kaiser en nr. 3 Ans Schut

NR = nationaal record